# Kastylia i León
Kastylia i León (dawniej: Kastylia-León; hiszp. Castilla y León) – wspólnota autonomiczna w Hiszpanii. Największa pod względem obszaru (94 233 km²). Graniczy z Galicją, Asturią, Kantabrią, Krajem Basków, La Rioją, Aragonią, Kastylia La Manchą, Madrytem i Estremadurą, a także z portugalskimi dystryktami Bragança i Guarda.
Składa się z prowincji Ávila, Burgos, Palencia, Segowia, Soria, Valladolid, León, Salamanka i Zamora. Na ich terenie znajduje się ponad połowa dziedzictwa kulturowego Hiszpanii: 12 katedr, 6 tys. kościołów, blisko 400 muzeów, ponad 200 zamków i 7 miejsc uznanych przez UNESCO za należące do światowego dziedzictwa kulturalnego.
Stolicą jest Valladolid. Inne miasta to Segowia, Burgos, Salamanka i León.

## Prezydenci wspólnoty autonomicznej
| Prezydent              | Od   | Do   | Partia |
| ---------------------- | ---- | ---- | ------ |
| Demetrio Madrid        | 1983 | 1986 | PSOE   |
| José Constantino Nalda | 1986 | 1987 | PSOE   |
| José María Aznar       | 1987 | 1989 | PP     |
| Jesús Posada           | 1989 | 1991 | PP     |
| Juan José Lucas        | 1991 | 2001 | PP     |
| Juan Vicente Herrera   | 2001 |      | PP     |